# 3-metoxitiramina
3-metoxitiramina (3-MT; ou 3-metoxi-4-hidroxifenetilamina) é um metabólito do neurotransmissor dopamina, formada pela introdução de um grupo metil na dopamina pela enzima catecol-O-metil transferase (COMT).[carece de fontes?] 3-MT pode ser metabolizado pela enzima monoamina oxidase (MAO) para formar o ácido homovanílico (HVA), que é tipicamente excretado na urina.[carece de fontes?]
3-Metoxitiramine é encontrada na natureza em plantas do genus Opuntia.